# Emil Horneman
Johan Ole Emil Horneman (né le 13 mai 1809 à Copenhague et y mort le 29 mai 1870, généralement appelé Emil Horneman) est un compositeur danois. Il est le fils du peintre Christian Horneman et le père du compositeur C. F. E. Horneman.

## Biographie
Doué d’un talent précoce pour la peinture, Emil Horneman commence jeune une éducation de peintre. Très rapidement cependant, sa vocation musicale prend le dessus. Il suit alors les cours de musique de son père et plus tard de Friedrich Kuhlau et puis de Johann Peter Emilius Hartmann. Au piano, son jeu sobre et musical sera unanimement loué et lui donnera accès aux meilleurs salons de Copenhague. Dans la maison Zinn où les soirées musicales sont fréquentes, il rencontre sa future femme Agnes Camille Scheuermann (Zinn par sa mère).
En 1837, Horneman est recruté comme professeur de piano au Théâtre royal danois. En 1844, il crée une maison d'édition à son nom qui édite les œuvres de compositeurs comme Niels Gade, Johan Peter Emilius Hartmann ou Hans Christian Lumbye. Il se joindra plus tard Emil Erslev comme associé. Cette maison sera alors une des plus en vue à Copenhague.
Simultanément, il développe une activité de compositeur. Son opus 1, douze caprices pour le piano, sera admiré par Robert Schumann qui en publiera une critique positive dans la Neue Zeitschrift für Musik. Plus tard, il écrira une grand quantité d'œuvres pianistiques pédagogiques, notamment pour alimenter sa propre maison d'édition, tels que des pièces pour «les jeunes débutants» (deux cahiers de 1846), pour les «tout jeunes débutants», des «études pour les petites mains», des «petites pièces en cinq tons», des «encouragements pour enfants» (Opus 10, 1847), de même qu'une méthode de piano, qui sera éditée par Ludvig Schytte en 1892. On peut aussi citer ses Six mélodies avec variations pour le piano, opus 9. Simultanément, il éditera pour des élèves plus avancés un «Musée musical» publié en 13 annuités de 1846 à 1858, et comportant un mélange de compositions propres et d’arrangements. Il se spécialisera par ailleurs dans la musique de divertissement (valses, polkas, mazurkas, galops, marches).
La fortune acquise par cette activité multiple lui permet de se lancer, ensemble avec le fondateur de Tivoli, Georg Carstensen, dans la création d'un parc d'attraction dénommé Alhambra à Frederiksberg, dans le sud de Copenhague. Cet investissement n'aura toutefois pas le succès escompté. Après la faillite du parc, son fils C.F.E. Horneman, qui étudiait au Conservatoire de Leipzig, devra revenir d'urgence à Copenhague pour soutenir son père. Les deux lanceront alors ensemble une nouvelle maison d'édition.
Emil Horneman reste célèbre dans son pays pour plusieurs chansons connues de tous au Danemark, telles que Dengang jeg drog afsted, chant jovial de ralliement des soldats pendant les guerres des Duchés avec la Prusse, ou  la chanson de Noël Højt fra Træets grønne top qui ne peut manquer à aucune fête de Noël danoise, ou encore Sikken voldsom traengsel og alarm. Il continuera aussi à composer des œuvres plus ambitieuses, notamment ses six Nordiske Sange uden Tekst (six romances nordiques sans paroles, opus 5 et 8), et ses esquisses musicales de Hans Christian Andersen, ou encore ses 15 portraits de jeunes musiciens de sa famille (comme Asger Hamerik, Emil Hartmann, Viggo Neergaard, Thekla von Gähler et autres) publiés comme Musikalske Nippsager (Hors d'œuvre musicaux). Il écrit aussi de nombreuses mélodies ainsi que de la musique de scène pour diverses pièces de théâtre.